# Domènec Espelta i Mussons
Domènec Espelta i Mussons   (Barcelona, 12 de juny de 1893 - Barcelona, 17 de desembre de 1940) fou un futbolista i atleta català de la dècada de 1910 i posteriorment destacat àrbitre de futbol.
Era fill de Domènec Espelta i Guasch, arbitre de futbol (+1904) i Carolina Mussons.

## Trajectòria
Durant la dècada de 1910 fou futbolista, jugant al FC Barcelona. Mai fou titular indiscutible però disputà 11 partits oficials entre 1909 i 1914, i diversos partits no oficials fins a la temporada 1917-18, per un total de 44 no oficials. Destacà també com a atleta, especialment en proves de 100 metres llisos.
Fou àrbitre durant les dècades de 1920 i 1930, dirigint partits de primera divisió durant les temporades 1935-36, 1939-40 i 1940-41.
Va morir al voltant del 17 de desembre de 1940 de malaltia.

## Palmarès
Barcelona
- Copa espanyola:
  - 1909-10, 1911-12, 1912-13
- Campionat de Catalunya de futbol:
  - 1909-10, 1910-11, 1912-13
- Copa dels Pirineus:
  - 1910, 1911, 1912, 1913